# Aegidius Albertinus
Aegidius Albertinus, född 1560 i Deventer, död 9 mars 1620 i München, var en tysk författare.
Albertinus var sekreterare hus kurfurst Maximilian I av Bayern, och skrev sedeskildringar, till exempel Der Landstörtzer Gusman von Alfarache (1615) och Lucifers Königreich und Seelengejaid (1616).